# Jiaozi
Jiaozi (tradicionalno kitajsko 交子, pinjin jiāozǐ) je kitajski bankovec, ki se je prvič pojavil v 10. stoletju v glavnem mestu Sičuana Čengduju.  Večina numizmatikov meni, da je bil jiaozi prvi papirnati denar v zgodovini, ki se je razvil v času dinastije Song (960–1279). Na bankovcu je bilo več denarnih pečatov, ki so otežkočali ponarejanje.

## Zgodovina
Prvi predmeti, ki so se na Kitajskem uporabljali kot denar, so bile morske školjke. Sčasoma se je menjava dobrin tako povečala, da dobave školjk niso sledile vedno večjim potrebam, zato so začeli izdelovati njihove nadomestke iz kamna, žada, kosti in bakra. Prvi bakreni kovanci so se na Kitajskem pojavili že v 2. stoletju pr. n. št in zaradi svoje priročnosti povzročili hiter razvoj gospodarstva.
Dinastija Qin, ki je vladala od 221 pr. n. št. do 206 pr. n. št., je bila prva fevdalna dinastija, ki je združla Kitajsko, poenotila denar in vpeljala kovance ban liang, ki so tehtali pol tela (okrog 20 gramov), in so se uporabljali po celem cesarstvu. Kovanci so bili okrogli s kvadratno odprtino na sredini. Oblika je bila odraz kitajskega prepričanja, da je nebo okroglo, Zamlja pa kvadratna.
Kitajska je bila prva država, ki je uporabljala papirnat denar, imenovan jiaozi. Zgodovina jiaozija sega v čas vladanja Severnih Songov (960–1127), ko so trgovci v Čengduju začeli izdajati prvi znani papirnati denar. Denar so imenovali jiaozi in je bil nekakšen tiskan certifikat, ki je nadomestil kovinski denar. Lokalna oblast v Čengduju je zaradi obsežnega kroženja papirnatega denarja kmalu ustanovila najstarejšo državno banko in hranilnico, ki se je imenovala Urad za jiaozi. Beseda jiaozi je nato postala splošen naziv za denar. Leta 1023 je dinastija Song začela izdajati prvi državni  jiaozi in prepovedala njegovo privatno izdajanje.
Jiaozi se ni uporabljal samo na Kitajskem, ampak tudi drugod. Zelo priljubljen je bil v kasnejših dinastijah Yuan (1271–1368), Ming (1368–1644) in Qing (1644–1911), vendar kovinskega denarja nikoli ni v celoti nadomestil.  Okrogli kovanci s kvadratno odprtino so se na Kitajskem uporabljali več kot 2.000 let, vse do pozne dinastije Qing.

## Vir
- China's Earliest paper money - Jiaozi Arhivirano 2007-07-09 na Wayback Machine.